# Dvorec Nymphenburg
Dvorec Nymphenburg (nemško Schloss Nymphenburg) je baročna palača v Münchnu, Bavarska, Nemčija. Palača je služila kot poletna rezidenca bavarskih vladarjev. 

## Zgodovina
Izgradnjo palače je naročil vladar Ferdinand Maria Bavarski kot darilo ženi Henrietti Adelaide Savojski ob rojstvu njunega sina in dediča Maksimilijana Emanuela leta 1664. Za arhitekta je izbral Italijana Agostina Barellija, ki je dokončal centralni del leta 1675. Okrog leta 1701 je nato sin Maksimilijan II., ki je do takrat že prevzel prestol, naročil arhitektoma Enricu Zuccalliju in Antoniu Viscardiju, da dvorec podaljšata z dodajanjem dodatnih paviljonov in galerij. Tako sta bila dodana po dva paviljona na severno in južno stran. 
Kasneje je bil znova podaljšan južni del, da so vanj postavili dvorne konjušnice. Da bi bil ta poseg uravnotežen, so zato na sever dodali oranžerijo. Nato je sin Maksimilijana II., Karel VII., sveti rimski cesar, dokončal veliki krožni dvorec z baročnimi vilami, ki se imenujejo Schlossrondell. 
Arhitekt Joseph Effner je leta 1716 prenovil fasado centralnega paviljona v francoskem baročnem slogu s stebri. Leta 1826 je Leo von Klenze s paviljona odstranil zatrepe z bavarskim grbom in jih zamenjal s podstrešnimi okrasi tik pod streho. 
Z Nymphenburško pogodbo v juliju 1741 je Karel VII. sklenil zavezništvo s Francijo in Španijo proti Avstrijcem. Dolgo časa je bila palača poletna rezidenca bavarskih vladarjev. V njej je umrl kralj Maksimilijan I. Bavarski leta 1825, njegov pravnuk kralj Ludvik II. Bavarski pa se je tu rodil leta 1845. 
Danes je Nymphenburg odprt javnosti, prav tako pa ostaja dom in zatočišče glave družine Wittelsbach, trenutno je to Franc, vojvoda Bavarski.

## Palača
Palača je skupaj s pripadajočim parkom velika znamenitost Münchna. Kamnito dvorano (Steinerner Saal) krasijo stropne poslikave Johanna Baptista Zimmermanna in dekoracije Françoisa de Cuvilliésa. Kamnita dvorana je kot velika sobana, saj zaseda tri nadstropja centralnega paviljona palače. 
Nekatere sobane še zmeraj kažejo svoj baročni okras, medtem ko so bile ostale kasneje predelane v slogu rokokoja ali neoklasicizma. V bivši mali jedilnici v južnem delu paviljona je danes Galerija lepot kralja Ludvika I. Bavarskega. Paviljon je bil tudi rojstni kraj kralja Ludvika II. Bavarskega. 
V bivših konjušnicah je eden najpomembnejših muzejev starih kočij in vozov, Marstallmuseum. Konjušnice so odigrale tudi pomembne zgodovinske vloge. Pariška kronska kočija je bila na primer uporabljena pri kronanju cesarja Karla VII. leta 1742. Med glavnimi zanimivostmi muzeja so veličastne kočije in vozovi kralja Ludvika II..
V prvem nadstropju bivših konjušnic je danes zbirka nymphenburškega porcelana, ki ga je izdelala Nymphenburška tovarna porcelana, tovarna, ki je bila tudi v palačnem kompleksu in jo je ustanovil Maksimilijan III.. Njeni ročno izdelani izdelki so legendarni in kakovostni, primerljivi samo z Augartenom in Sèvresom.

## Park
Park je velik 800 hektarjev in se je leta 1671 imenoval Italijanski vrt. Arhitekt Dominique Girard, učenec Andréja Le Notreja, ga je povečal in preuredil v francoskem slogu. Dokončno različico parka je ustvaril Friedrich Ludwig von Sckell, ki je park predelal na Angleški park|angleški]] način v začetku 19. stoletja. Ohranil je glavne elemente baročnega vrta (npr. Veliki parter). Park deli dolg kanal po glavni osi, ki vodi od palače do marmornate kaskade na zahodu, ki jo krasijo kamnite podobe grških bogov. Na obeh straneh kanala sta  dve jezeri. Dörfchensko jezero so postavili pod Maksimilijanom III. Jožefom, medtem ko je Salettl (postavljen 1799) služil kot atrakcija za otroke Maksimilijana IV.. Salettl so sicer predelali iz bivšega živalskega vrta za eksotične živali (menagerie), v kočo z majhnim vrtom. 
V bližini parka stojijo številni paviljoni:
- Pagodenburg (1716-1719) - osemkotni, dvonadstropni paviljon z okrasi iz delftske lončenine (po stopnicah navzgor) in kitajskimi okrasi (po stopnicah navzdol). Zgradil ga je Joseph Effner.
- Badenburg (1719-1721) - baročni paviljon z veliko banketno dvorano in zelo veliko kadjo. Nekatere sobe so okrašene z različnimi kitajskimi tapetami. Tudi ta paviljon je nastal pod Josephom Effnerjem.
- Magdalenenklause (1725-1728) - umetna razvalina namenjena oddihu in meditaciji.
- Amalienburg (1734-1739) - rokokojska lovska loža Karla VII. in njegove žene Marije Amalije. Ima dvorano ogledal in pesjak za lovske pse. Ta zgradba, ki jo je ustvaril François de Cuvilliés, je vrhunski primerek rokokoja v Evropi.
- Apolonov tempelj (1862-1865) - neoklasicistični tempelj, ki ga je naredil Leo von Klenze.
- Monopteros (1837) - mali tempelj s stebri, ustvaril ga je Leo von Klenze.

Blizu starega arboretuma je prehod severno od Velikega parterja, ki vodi do velikega Botaničnega vrta v Münchnu. 

## Zanimivosti
Palača in park sta bila eno od prizorišč snemanja filma Zadnje leto v Marienbadu režiserja Alaina Resnaisa iz leta 1961. 
Prizorišče tekem v jahanju na olimpijskih igrah leta 1972 je bil prav Nymphenburg - areno so postavili sredi parka.
V dvornem kompleksu se nahaja tudi muzej Mensch und Natur (Človek in narava), katerega stalna razstava predstavlja zgodovino planeta Zemlje, svet mineralov, zgradbo človeka, eksperimente o človeku, svet genov, prehranjevalne navade živali, življenjske prostore živali itd. Med drugim je v muzeju tudi priznana serija fotografij ameriškega fotografa Petra Menzela o prehranjevalnih navadah ljudi po celem svetu. 

## Galerija
- Glavni vhod
- Pogled s sprednje strani
- Pogled s sprednje strani
- Kitajski kabinet s kitajskimi okrasi, ena od sob dvorca
- Pogled z morja, slika Josefa Wengleina, 1883
- Monopteros
- Pogled na Monopteros
- Badenburg
- Badenburg
- Kraljeva kopalnica v Badenburgu
- Pagodenburg, kraljeva čajnica
- Magdalenenklause

## Zunaje povezave
- Opis palače Arhivirano 2008-11-06 na Wayback Machine. (slovensko)
- stran muzeja Mensch und Natur Arhivirano 2007-07-03 na Wayback Machine. (nemško)